# San Diego (Guatemala)
San Diego é um município do Departamento de Zacapa, situado a 65 km da capital departamental e a 145 km da capital nacional, Cidade da Guatemala. Conta com 10 aldeias, El Porvenir, Venecia, Santa Elena, El Terrero, Pampur, La Hierba Buena, La Ensenada, San Antonio, San Diego, Las Delicias. Limita-se com San Pedro Pinula, San Luis Jilotepeque, Cabañas, Chiquimula.
A economia do município baseia-se na agropecuária. Sua população é de 5,825 habitantes.

## ligações externas
- zacapacentenaria/sandiego.html Informação geral do município